# دنی رووه (بازیکن فوتبال، زاده ۱۹۹۲)
دنی رووه (انگلیسی: Danny Rowe؛ زادهٔ ۹ مارس ۱۹۹۲) بازیکن فوتبال اهل بریتانیا است.
از باشگاه‌هایی که در آن بازی کرده‌است می‌توان به باشگاه فوتبال استوک‌پورت کانتی، باشگاه فوتبال نورتویچ ویکتوریا، باشگاه فوتبال بارو، و باشگاه فوتبال مکلسفیلد تاون اشاره کرد.